# 심인보 (아나운서)
심인보(1978년 ~ )는 대한민국의 KBS 아나운서이다.

## 경력
- 2005년 1월 : KBS 31기 공채 아나운서 (KBS 창원방송총국 근무)
- 2005년 ~ 2024년 : KBS 창원방송총국 아나운서부 부장
- 2024년 ~ : KBS 서울본국 지역정책실

## 진행
- KBS 창원2TV 열려라 동요세상 (2005년 4월 23일 ~ 2011년 5월 27일)
- KBS 창원1TV 소화제 (2007년 ~ 2012년)
- KBS 창원1TV 네트워크 참TV (2012년 10월 14일 ~ 2014년 10월 5일)
- KBS 창원1TV 놀이쇼 니캉내캉 (2013년)
- KBS 창원1TV 생생투데이 사람과 세상 (2014년 ~ 2015년)
- KBS 창원1TV KBS 뉴스 9 경남 (2005년 10월 31일 ~ 2017년 3월 17일)
- KBS 창원1TV 밥상의 전설 (2016년 1월 ~ 2017년 2월 22일)
- KBS 창원1TV KBS 뉴스광장 경남 (일자미상 ~ 2005년 10월 28일/2017년 3월 20일 ~ 2018년 3월 23일/2021년 5월 6일 ~ 2021년 6월 2일)
- KBS 창원1TV 감시자들 (2017년 3월 28일 ~ 2017년 8월 29일)
- KBS 창원1TV 생방송 경남 (2016년 1월 ~ 2017년 1월 11일)
- KBS 창원1TV KBS 뉴스 7 경남 (2021년 6월 7일 ~ 2024년 3월 21일)
- KBS 창원1라디오 오후 5시 뉴스 경남 (평일)
- KBS 콘서트 7080 플러스
- KBS 제1라디오 생방송 주말 저녁입니다 (2025년 1월 4일 ~ )
- KBS 대구1TV 아침마당 대구 (2025년 1월 17일 ~ )